# Universitas Sebelas Maret
Universitas Sebelas Maret – indonezyjska uczelnia publiczna w Surakarcie (prowincja Jawa Środkowa). Została założona w 1976 roku.